# 女萎
女萎（学名：Clematis apiifolia）为毛茛科铁线莲属下的一个种。

## 扩展阅读
- 維基物種上的相關：女萎

[在维基数据编辑]
 《欽定古今圖書集成·博物彙編·草木典·女萎部》，出自陈梦雷《古今圖書集成》
 《植物名實圖考·女萎》，出自吳其濬《植物名實圖考》